# Muurpriemkever
De muurpriemkever (Ocys quinquestriatus) is een keversoort uit de familie van de loopkevers (Carabidae). De wetenschappelijke naam van de soort werd in 1810 gepubliceerd door Leonard Gyllenhaal.